# 国鉄タム7200形貨車
国鉄タム7200形貨車（こくてつタム7200がたかしゃ）は、かつて日本国有鉄道（国鉄）に在籍した私有貨車（タンク車）である。
本形式と同一の専用種別であるタム7300形（落成時は液化ブタン）、タサ5500形についても本項目で解説する。

## タム7200形
タム7200形は、液化プロピレン専用の15 t積タンク車として1959年（昭和34年）10月17日から1962年（昭和37年）2月22日にかけて8両（タム7200 - タム7207）が日本車輌製造の1社のみにて製作された。
本形式の他に液化プロピレンを専用種別とする形式には、タサ5500形（18両、後述）の1形式のみが存在した。1963年（昭和38年）2月4日に専用種別の名称変更が行われLPガス（最高使用圧力 19 kg/cm2）専用となった。
落成時の所有者は三井化学工業、日本曹達、ゼネラル瓦斯の3社であった。
ドームレス直円筒型のタンク体は、ボイラー鋼板（SB46B、現在のSB450）製で荷役方式はタンク上部にある弁からの上入れ、上出し式である。
塗色はねずみ色1号であり、全長は15,100 mm、全幅は2,400 mm、全高は3,840 mm、台車中心間距離は11,200 mm、実容積は34.2 m3 - 34.5 m3、自重は28.3 t、換算両数は積車4.5、空車3.0、最高運転速度は75 km/h、台車はベッテンドルフ式のTR41Cである。
1979年（昭和54年）6月29日に最後まで在籍した2両（タム7200 , タム7201）が廃車となり同時に形式消滅となった。

## タム7300形
タム7300形は、液化ブタン専用の15 t積タンク車として1959年（昭和34年）9月16日に1両（タム7300）のみが富士車輌にて製作された。
本形式以外に液化ブタンを専用種別とする形式は、他に例が無く、唯一の存在であった。1963年（昭和38年）2月4日に専用種別の名称変更が行われLPガス（最高使用圧力 9 kg/cm2）専用となった。
所有者は出光興産であり、常備駅は山陽本線の徳山駅であった。
ドームレス直円筒型のタンク体は、ボイラー鋼板（SB42B、現在のSB410）製で、荷役方式はタンク上部にある弁からの上入れ、上出し式である。
塗色はねずみ色1号であり、全長は12,800 mm、全幅は2,560 mm、全高は3,845 mm、軸距は8,700 mm、実容積は31.2 m3、自重は23.7 t、換算両数は積車4.0、空車2.4、最高運転速度は75 km/h、台車はベッテンドルフ式のTR41Cである。
1973年（昭和48年）7月28日に廃車となり、同時に形式消滅となった。

## タサ5500形
タサ5500形は、液化プロピレン専用の20t積タンク車として1961年（昭和36年）8月1日から1962年（昭和37年）6月2日にかけて18両（オタサ5500 - オタサ5517）が三菱重工業、日本車輌製造、日立製作所の3社にて製作された。記号番号表記は特殊標記符号「オ」（全長 16 m 以上）を前置し「オタサ」と標記する。
落成時の所有者は三井化学工業、日本石油輸送、三菱石油、日本曹達、セントラル石油瓦斯、ゼネラル瓦斯の6社であった。
1963年（昭和38年）2月4日に専用種別の名称変更が行われLPガス（最高使用圧力 19kg/cm2）専用となった。
1979年（昭和54年）10月より化成品分類番号「燃(G)23」（燃焼性の物質、高圧ガス、高圧ガス、可燃性のもの）が標記された。専用種別の「LPガス」と化成品分類番号の「燃」は赤色で標記されている。更にタンク体右側形式番号上に「連結注意」が標記された。
ドームレス直円筒型のタンク体は、ボイラー鋼板（SB46B、現在のSB450）製で荷役方式はタンク上部にある弁からの上入れ、上出し式である。
塗色はねずみ色1号であり、全長は17,580mm、全幅は2,420mm、全高は3,867mm、軸距は13,400mm、実容積は45.5m3 - 45.7m3、自重は33.1t - 34.0t、換算両数は積車5.5、空車3.5、最高運転速度は75km/h、台車はベッテンドルフ式のTR41C、TR41Dである。
1982年（昭和57年）2月9日に最後まで在籍した5両が廃車となり同時に形式消滅となった。